# Expedition 4
L'Expedition 4 è stato il quarto equipaggio della Stazione spaziale internazionale.

## Equipaggio
| Ruolo               | Dicembre 2001 – Giugno 2002              |
| ------------------- | ---------------------------------------- |
| Comandante          | Jurij Onufrienko, Roscosmos Secondo volo |
| Ingegnere di volo 1 | Carl Walz, NASA Quarto volo              |
| Ingegnere di volo 2 | Daniel Bursch, NASA Quarto volo          |

## Parametri della missione
- Perigeo: 384 km
- Apogeo: 396 km
- Inclinazione: 51,6°
- Periodo: 92 minuti

- Aggancio: 7 dicembre 2001, 20:03:29 UTC
- Sgancio: 15 giugno 2002, 14:32:00 UTC
- Durata attracco: 195 giorni, 19 ore, 38 minuti, 13 secondi